# كاي كاهيل
كايالي كاهيل (بالإنجليزية: Kaialiʻi Kahele)‏ هو سياسي أمريكي من الحزب الديمقراطي ولد في يوم 28 مارس 1974 في هاواي. أكمل دراسة الفنون في جامعة هاواي في مانوا. انتخب في 2020 ليمثل ولاية هاواي وليخلف مقعد تولسي جابرد في مجلس النواب الأمريكي.